# 竹林の戦い
竹林の戦い（たけばやしのたたかい）は、永正11年8月（1514年8月）に下野国宇都宮竹林（現・宇都宮市竹林町付近）で行われた合戦。別名・高林の戦い、高林合戦など。
また、同年に竹林の戦いの前哨戦として発生した那須口の戦い（なすぐちのたたかい）についても本項で説明する。

## 概要
古河公方足利政氏の命で常陸の戦国大名である佐竹義舜、南陸奥の戦国大名岩城由隆が2万もの大連合軍を率いて下野に侵攻したことに対し、下野の戦国大名・宇都宮成綱と下総の戦国大名結城政朝らの軍勢が下野国宇都宮竹林で迎え撃ち、佐竹・岩城連合軍を撃退した戦いである。

## 合戦の経過

### 合戦以前の情勢

#### 下野宇都宮氏
15世紀末、下野国では下野国守護の宇都宮成綱が室町時代に起こった小栗満重の乱、永享の乱、享徳の乱などの争いで没落した下野宇都宮氏を立て直すために積極的に周辺地域を侵攻し、勢力を拡大。また、外交も巧みに活用し、古河公方足利政氏の子高基に娘の瑞雲院を嫁がせ、姉の玉隣慶珎大姉を結城氏の結城政朝に嫁がせ、また、初代古河公方足利成氏の孫娘である上杉顕実の娘を自らの妻とし、周辺勢力間で有利な立場に立とうとしていた。
父・宇都宮正綱の代に自立的だった塩谷氏、笠間氏、上三川氏、壬生氏などの宇都宮一族が従属性を強め、宇都宮一族の庶流や芳賀氏、益子氏などが直臣化している。これによって宇都宮成綱の時代には宇都宮一族と多くの家臣団で構成される宇都宮家中が成立した。成立当初、宇都宮家中で最も影響力を及ぼしていたのは芳賀氏と武茂氏であり、武茂氏が芳賀氏との政争に敗北すると、芳賀氏の政治の専横が始まった。
永正3年（1506年）、古河公方足利政氏と息子の足利高基が家督を巡って対立する永正の乱が勃発すると、成綱は勢力の拡大を図り、古河公方家の争いに介入した。この間に足利高基は宇都宮に逃れ義父である宇都宮成綱のもとに身を寄せていた。古河公方家の争いで、成綱は婿である高基を支持したが、政治を専横していた芳賀氏の芳賀高勝は、足利政氏を支持。権力者二人の意見が相違したことによって、宇都宮家中は大混乱。かつて享徳の乱などで起きてしまった家中の分裂が再び起ころうとしていた。宇都宮成綱はそれを恐れ、家中の完全掌握を狙った。一方芳賀高勝は成綱の器量を恐れ、成綱の嫡男宇都宮忠綱を擁立し、成綱を強引に隠居に追い込もうと謀った。そこで成綱は忠綱に家督を相続させ、隠居する。また、同時期に成綱は弟の孝綱を塩谷氏に送り込み家督を継がせていた。また、同じく成綱の弟の兼綱も武茂氏の家督を継承している。隠居後も成綱が実質的な当主であり、芳賀高勝による忠綱擁立と成綱隠居の真相は、実は宇都宮成綱による家中の完全掌握を狙った謀略の1つであった。その最後に、永正9年（1512年） 、成綱は芳賀高勝を殺害し、宇都宮錯乱が勃発。芳賀氏与党は成綱に激しく抵抗するが、2年後の永正11年（1514年）7月頃には錯乱は鎮圧され、芳賀氏は宇都宮成綱を頂点とする支配体制に取り込まれた。しかし、それと同時に芳賀氏を中心とする武士団・清党も大きく弱体化してしまった。

#### 佐竹氏
常陸国の佐竹氏では佐竹氏四代にも及ぶ100年近く続いた佐竹の乱の最中で佐竹一門・山入氏の山入義藤・氏義父子が本家の佐竹義舜に背き、内紛が発生していた。延徳4年（1492年）に、義藤が病死すると、義舜の正室の実家である岩城氏が仲介役となり、和議が成立するが、氏義が太田城の明け渡しの条件を呑まずに再び義舜に背き、明応9年（1500年）に大山城、孫根城を攻撃し、義舜を金砂山城に追いやった。文亀2年（1502年）には氏義が金砂山城に攻め込んで義舜は危機に陥ったが、天候の悪化をうまく活用し、撃退に成功(金砂山城の戦い)。その後、岩城氏・小野崎氏・江戸氏らの協力によって、永正元年（1504年）には常陸太田城を奪回することに成功した。永正3年(1506年)頃に山入氏を滅ぼし、家中を掌握した。その後は、独立的な動きを見せる江戸氏と同盟を結んだり、家法二十三ヶ条を制定したりと軍事力、領内支配の強化を図った。

#### 下総結城氏
同時期、下総国の結城氏では、父・結城氏広が早世し、結城政朝はわずか3歳で家督を継承した。しかし、実権は重臣の多賀谷和泉守に握られており、多賀谷氏の専横がしばらく続いていた。元服後、政朝は多賀谷基泰の力を借りて多賀谷和泉守を誅殺している。その後、下野国の宇都宮成綱の姉である玉隣慶珎大姉を妻として迎える。これによって成綱と政朝は義理の兄弟となり、同盟関係を築いた。この同盟は宇都宮成綱が没するまでの間、大いに機能し、宇都宮、結城の良好な関係はしばらく続いた。

#### 岩城氏
領内支配を固めた岩城親隆・岩城常隆父子は文明17年（1485年）、佐竹氏と佐竹一門の山入氏らが争っている佐竹の乱に介入。常陸国車城を攻略し、常隆は佐竹領侵略の拠点として、車城に弟の車隆景を入れ車氏を名乗らせた。延徳4年（1492年）に、義藤が病死すると、岩城常隆が仲介役になり、和議が成立するが、氏義が太田城の明け渡しの条件を呑まずに再び佐竹義舜に背く。その後は佐竹氏を支援し、佐竹の乱鎮圧に貢献している。
永正3年（1506年）、古河公方足利政氏と息子の足利高基が家督を巡って対立する永正の乱が勃発すると、足利政氏は奥州諸氏に加担を求める。岩城常隆は当初、いずれにも加担せず、両者の和解を進めたことが、後に足利政氏派となる。
また、永正7年（1510年）に岩城常隆は、佐竹義舜と江戸通雅・江戸通泰父子との新しい盟約を仲介している。同年、佐竹氏が白河結城氏に奪われた依上保の地を白河結城氏の内紛に乗じて奪回した際に常隆は佐竹義舜に支援を行っている。岩城常隆は、娘を佐竹義舜に嫁がせたため、佐竹氏とは同盟関係を築いていた。

#### 那須氏
那須氏は上杉禅秀の乱以降、上那須氏と下那須氏に分裂し、争っていた。永正9年（1512年）頃は上那須氏は高基派、下那須氏は政氏派で、佐竹氏と同盟関係であった。永正11年（1514年）には両那須氏とも政氏派になっている。また、上那須氏は永正11年（1514年）に那須資親が没すると後継者争いが勃発し、上那須氏は断絶してしまう。これを機に下那須氏の那須資房が那須氏統一を図った。

#### 古河公方足利氏
永正3年（1506年）、足利政氏の嫡子である足利高基は、政氏との不和が原因で、義父の宇都宮成綱を頼って下野国宇都宮に移座し、古河公方家の内紛（永正の乱）が始まった。 不和の原因は、政氏が山内上杉氏との連携を重視する一方、高基は対立する後北条氏を重視したことを取り上げる見解がある。他には、高基の正室は宇都宮氏から瑞雲院（宇都宮成綱の娘）を迎えているが、このように正室を周辺の伝統的豪族に求めた例はないことから、高基と宇都宮氏との特別な関係も背景として考えられる。
永正6年（1509年）、上杉顕定らの調停により、高基は政氏と和解して古河に帰座したが、翌7年に顕定が越後で戦死した直後、高基は再び古河城を離れて、公方家重臣簗田高助の関宿城へ移座した。同時に山内上杉氏でも家督争いが始まると、政氏は顕実を支援し、高基は憲房を支援したため、公方家と関東管領家にまたがる内紛に拡大してしまう。また、これらの争いが永正9年（1512年) に下野宇都宮氏で宇都宮錯乱を引き起こす遠因となってしまっている。
永正9年（1512年）、憲房が武蔵鉢形城を攻略した後、顕実は政氏を頼って古河城に逃走し、その直後に政氏も小山成長を頼って小山祇園城に移座した。代わりに高基が古河城に入り、第3代古河公方の地位を確立した結果、「公方－管領体制」は、政氏・顕定（顕実）体制から、高基・憲房体制に置き換わった。のちに憲房もまた、高基の子を養子に迎えて、関東管領の後継者（憲寛）とする。

### 合戦までの経過

#### 前哨戦　那須口の戦い
永正11年（1514年） 7月頃には錯乱を鎮圧し、芳賀氏が宇都宮成綱・忠綱の支配体制に取り込まれることによって、小山祇園城の背後の守りがなくなり、足利政氏は直接宇都宮氏と隣接するようになった。危機感を覚えた政氏は、佐竹氏・岩城氏に参陣要請を出し、それに応じた佐竹義舜・岩城由隆・佐竹氏と同盟関係であった那須氏の那須資房は永正11年7月29日に出陣し、2万もの大軍を率いて下野国に侵攻した。
永正11年4月に足利高基は奥州伊達氏の伊達稙宗に出陣するよう要請しており、また、同年7月28日に宇都宮成綱が伊達稙宗に白河口へ出陣したか尋ねており、また、両那須氏を攻撃するように要請したが、稙宗はその要請に応えることはできなかった。
佐竹氏・岩城氏の下野国侵攻に対し、宇都宮氏は宇都宮成綱の名代として宇都宮忠綱を総大将として、迎え討った。両氏はまず、下野国那須口で対峙し、一戦するが、宇都宮錯乱を鎮圧したばかりで疲弊していることや、清党が弱体化したこと、政氏方の那須領内での合戦だったなど条件が悪かったため、忠綱ら宇都宮勢は散々に打ち破られ、撤退した。

#### 竹林の合戦
佐竹義舜・岩城由隆両軍は、撤退する宇都宮勢を追いかけ、同年8月16日に下野国宇都宮竹林で再び両軍は対峙する。この際には父・宇都宮成綱や同盟関係である結城氏の結城政朝、結城家臣の山川朝貞、水谷勝之などの援軍により、忠綱は佐竹義舜・岩城由隆連合軍を撤退に追い込んだ。
佐竹・岩城連合軍の撤退により、劣勢ながらも合戦は宇都宮・結城連合軍の勝利に終わった。

### 合戦後の影響
竹林の戦いで宇都宮氏・結城氏が勝利したことによって東国の大半が高基方になった。これによって「通路断絶」になり、足利政氏と佐竹義舜・岩城由隆は連絡が思うようにならなくなった。3ヶ月近くの遅れが生じていた。
これによって足利政氏方についた大名にとってまた一歩、不利な情勢になった。
また、この合戦後に、宇都宮成綱は、調略を行い政氏方である那須氏の那須資房を高基方へと引き込み、佐竹氏・岩城氏らとの同盟関係を絶たせて、宇都宮氏と同盟を結ばせている。この同盟が、2年後に再び佐竹・岩城両氏が侵攻してきた際に大いに機能した（縄釣の戦い）。